# Lido Pimienta
Lido Pimienta, née en 1986 à Barranquilla en Colombie, est une chanteuse canadienne d'origine afro-colombienne et wayuu. En 2017, elle remporte le prix Polaris pour son album en langue espagnole La Papessa sorti en 2016. Sa musique intègre une grande variété d'éléments, influençant les styles musicaux autochtones et afro-colombiens, ainsi que la musique synthpop et électronique.
Chanteuse engagée, se réclamant queer et féministe intersectionnelle, elle dénonce dans ses chansons le patriarcat, mais aussi la crise mondiale de l'eau.
Elle suscite la controverse à l'occasion du Halifax Pop Explosion, le 19 octobre 2017 : une photographe bénévole, blanche de couleur de peau, est exclue de son concert après avoir refusé d'obéir à l'injonction faite par Lido Pimienta aux femmes blanches de quitter les premiers rangs pour les laisser aux femmes « de couleur ». La réaction de la bénévole est condamnée par les responsables du festival comme l'expression d'un « racisme manifeste » (overt racism),,,.

## Discographie
- Color (2010)
- La Papessa (2016)
- Miss Colombia (2020)